# Elaeagia mollis
Elaeagia mollis är en måreväxtart som beskrevs av Henry Hurd Rusby. Elaeagia mollis ingår i släktet Elaeagia och familjen måreväxter.
Artens utbredningsområde är Bolivia. Inga underarter finns listade i Catalogue of Life.